# El Ferrers
El Ferrers és un edifici al terme municipal de les Preses (Garrotxa) catalogat a l'Inventari del Patrimoni Arquitectònic de Catalunya. Situada a l'obaga d'una carena. El material de construcció és molt semblant a la propera masia del Soler. És un edifici allargat amb coberta a dues aigües i orientat a l'est.
A la façana principal hi ha uns contraforts ben dissimulats i al portal hi ha la data de 1868. La porta dona a una escala de pedra que porta a la cuina. A la mateixa façana hi ha un balcó i una finestra de pedra treballada. A la banda dreta de la casa hi ha una cabana i una era en bon estat i, tot i que la façana posterior és molt irregular, no altera l'harmonia de tota la casa.
Durant el segle xiii i gran part del XIV era conegut per "mansus de fabrica", que en català actual equival a ferreria, si bé l'any 1380 ja estava arrelat el nom de mansus de Ferrario o Ferrer, quan el cap de la casa adoptà aquest nom. Primitivament, l'abat de Bages tenia la seva ferreria en aquest mas. Al capbreu de 1318 es pot llegir: "Mansus de Fabrica", al dir les prestacions que ha de fer els monestir i hi ha referències a diferents atuells propis d'una ferreria. El nom dels descendents perdura amb el cognom Ferrer.